# Ursula Doppmeier

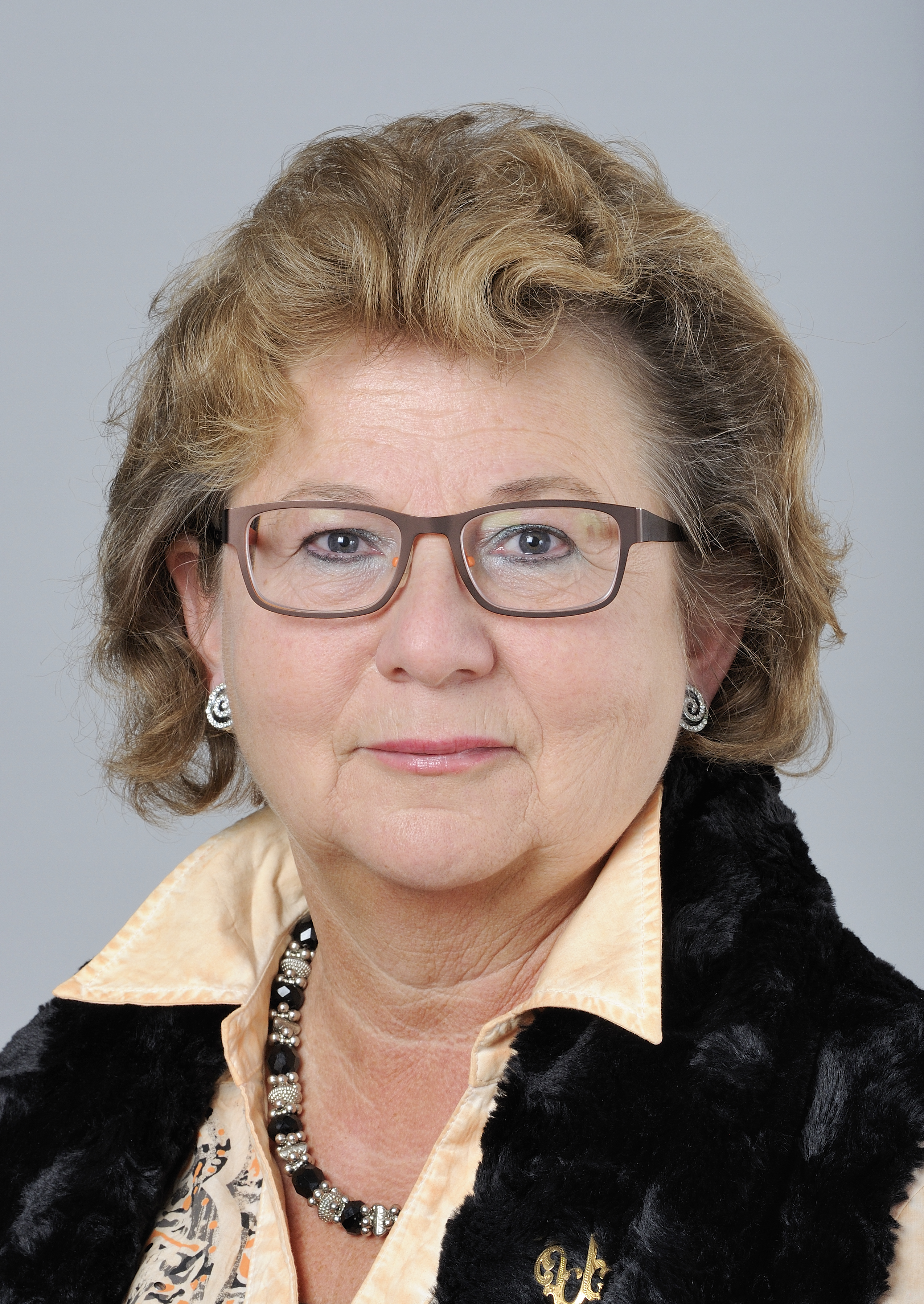
Ursula Doppmeier (2013).

Ursula Doppmeier (* 29. August 1952 in Hohenlimburg) ist eine deutsche Realschullehrerin und Politikerin (CDU). Sie war von 2000 bis 2017 Abgeordnete des Landtags von Nordrhein-Westfalen.

## Leben
Doppmeier absolvierte im Jahr 1971 ihr Abitur und studierte im Anschluss bis 1976 Anglistik und Textilgestaltung an der Westfälischen Wilhelms-Universität in Münster. Im Jahr 1976 absolvierte sie das Staatsexamen für das Lehramt an Realschulen. Von 1977 bis zu ihrem Einzug in den Landtag Nordrhein-Westfalens im Jahr 2000 war sie als Realschullehrerin in Gütersloh tätig. Sie war mit Hubert Doppmeier († 1992) verheiratet. Aus dieser Ehe gingen 4 Kinder hervor.

## Politik
Doppmeier wurde 1975 Mitglied in der Jungen Union und ist seit 1976 Mitglied der CDU. Nachdem sie sich von 1979 bis 1992 um ihre Familie gekümmert hatte, wurde sie nach dem plötzlichen Tod ihres Mannes Hubert Doppmeier politisch aktiv. Seit 1996 ist sie Vorsitzende der Frauen-Union im Kreisverband Gütersloh. Von 1998 bis 2002 war sie Bezirksvorsitzende der Frauen-Union in Ostwestfalen-Lippe. Außerdem ist sie seit 1998 Mitglied der Christlich Demokratischen Arbeitnehmerschaft. Seit 1999 ist sie Mitglied des Kreistages Gütersloh. Von 2002 bis 2006 war sie CDU-Stadtverbandsvorsitzende in Gütersloh und seit 2002 ist sie stellvertretende CDU-Bezirksvorsitzende in Ostwestfalen-Lippe.
Bei der Landtagswahl 2000 wurde sie erstmals im Landtagswahlkreis Gütersloh II über den 18. Platz in der Landesreserveliste in den Landtag von Nordrhein-Westfalen gewählt. Bei der Landtagswahl in Nordrhein-Westfalen 2005 gewann sie das Direktmandat, das sie bei der Landtagswahl 2010 verteidigte. Bei der Landtagswahl 2012 verlor Doppmeier ihr Direktmandat, zog aber über die Landesreserveliste wieder in den Landtag ein.
Von 2001 bis 2004 war sie Sprecherin der CDU-Fraktion in der Kommission „Zukunft einer frauengerechten Gesundheitsversorgung in NRW“ und von 2005 bis 2014 stellvertretende CDU-Fraktionsvorsitzende im Landtag sowie ab 2012 in der CDU-Landtagsfraktion Beauftragte für Inklusion. Zur Landtagswahl 2017 trat sie nicht erneut an.

### Ausschüsse
- Familie, Kinder, Jugend und Integration
- Innovation, Wissenschaft und Forschung